# Der ledige Hof
Der ledige Hof ist ein deutsches Theaterstück von Ludwig Anzengruber.

## Handlung
Agnes Bernhofer ist Anfang 30 und unverheiratet, da ihr Vater als Trinker ihr ein schlechtes Vorbild war. Schlurmosser, ein Vetter, der den Hof bis zur Volljährigkeit verwaltet hat, würde am liebsten seinen Sohn Krispin als Ehemann sehen. Alle Versuche blieben erfolglos, bis der neue Großknecht Leonhard Brugger auf den Hof kommt. Sie stellt ihn als ihren Verlobten vor.
Alles ändert sich, als die Häuserin von Röhrmoos, die frühere Arbeitgeberin von Leonhard, einen Brief sendet, in dem sie diesen als Vater ihres ledigen Enkelkindes verurteilt und den Bürgermeister auffordert, die Zahlung der Alimente zu veranlassen.
Agnes entschließt sich, der Sache nachzugehen, und kommt zum Schluss, dass der Vorwurf stimmt. Leonhard muss vom Hof gehen. Agnes nimmt das Kind auf den Hof und will es aufziehen. Am Ende stellt sich heraus, dass die Mutter des Kindes alles nur erfunden hat.

## Aufführungen
Unzählige Variationen dieses Stückes wurden und werden auf deutschsprachigen Bühnen aufgeführt, viele wurden verfilmt:
- Der Komödienstadel Erstausstrahlung im Fernsehen 15. Juli 1978 und im Hörfunk in der Reihe Bayerische Szene 18. November 1979:
  - Agnes Bernhofer: Katharina de Bruyn
  - Schlurmoser: Alexander Golling
  - Dessen Sohn Krispin: Werner Zeussel
  - Leonhard Brugger, Großknecht: Gerhart Lippert (Fernsehausstrahlung) / Norbert Gastell (Horfunkfassung)
  - Lies, Magd: Christiane Blumhoff
  - Michl, Knecht: Max Grießer
  - Der Altknecht Barthl: Beppo Brem
  - Kreszenz, Haus- und Obermagd: Marianne Brandt
  - Die Kammleitnerin von Röhrmoos: Marianne Lindner
  - Deren Tochter Theres: Cornelia Glogger
  - Hansei: Stefan Castell
  - Bearbeitung: Oskar Weber und Olf Fischer
  - Komposition: Raimund Rosenberger
  - Regie: Olf Fischer[4][5]
- Chiemgauer Volkstheater Erstausstrahlung 2011:
  - Agnes Bernhofer: Michaela Heigenhauser
  - Humbuer: Ludwig Schaffernicht
  - Leonhard Brugger, Großknecht: Markus Neumaier
  - Lies, Magd: Sabine Oberhorner
  - Michl, Knecht: Thomas Mandl
  - Der Altknecht Hias: Egon Biscan
  - Kreszenz, Haus- und Obermagd: Mona Freiberg
  - Die Kammleitnerin von Röhrmoos: Kathi Leitner
  - Deren Tochter Theres: Simona Mai
  - Knecht: Christian Burghartswieser
  - Pfarrer Segner: Harald Helfrich
  - Autorin: Mona Freiberg
  - Regie: Christian Burghartswieser[6][7]